# Michael Alexander
Michael O'Donel Bjarne Alexander , född 19 juni 1936 i Winchester, död 1 juni 2002 i City of London, var en brittisk fäktare.
Alexander blev olympisk silvermedaljör i värja vid sommarspelen 1960 i Rom.